# Келлс
Келлс (ірл. Ceanannas) — місто в графстві Міт, провінції Ленстер, Ірландія.
Місто розташоване за 16 км від Навану та за 65 км від Дубліну. Згідно з останнім переписом 2006 року в Келлсі проживає 5,248 чоловік.
В місті розташований Келлський монастир, де було створено найзначніший твір середньовічного ірландського мистецтва — Келлська книга.